# Isolopha
Isolopha is een geslacht van vlinders van de familie snuitmotten (Pyralidae), uit de onderfamilie Epipaschiinae.

## Soorten
- I. albicristata Warren, 1911
- I. lactealis Hampson, 1895
- I. magna Mey, 2011